# Рівнопілля (Чернігівський район)
Рівнопі́лля — село в Україні, у Новобілоуській сільській громаді Чернігівського району Чернігівської області. Населення становить 580 осіб. До 2020 орган місцевого самоврядування — Хмільницька сільська рада.
Має 6 вулиць а саме: 
- Вишнева
- Зелена
- Широка
- ім. Т. Г. Шевченка
- ім. Ю.О. Гагаріна
- Центральна

## Історія
12 червня 2020 року, відповідно до розпорядження Кабінету Міністрів України № 730-р від «Про визначення адміністративних центрів та затвердження територій територіальних громад Чернігівської області», село увійшло до складу Новобілоуської сільської громади.
19 липня 2020 року, в результаті адміністративно-територіальної реформи та ліквідації колишнього Чернігівського району, село увійшло до складу новоутвореного Чернігівського району.
25 лютого 2022 року загинув уродженець села Сергій Телушков та Сергій Пантелюк.

## Населення

### Мова
Розподіл населення за рідною мовою за даними перепису 2001 року:
| Мова       | Кількість | Відсоток |
| ---------- | --------- | -------- |
| українська | 516       | 88.97%   |
| російська  | 61        | 10.52%   |
| білоруська | 2         | 0.34%    |
| болгарська | 1         | 0.17%    |
| Усього     | 580       | 100%     |

## Релігія
На початку 2010-х років біля села на полі почали будувати церкву. Станом на 2020 рік будівництво церкви практично завершене.

Церква

## Галерея

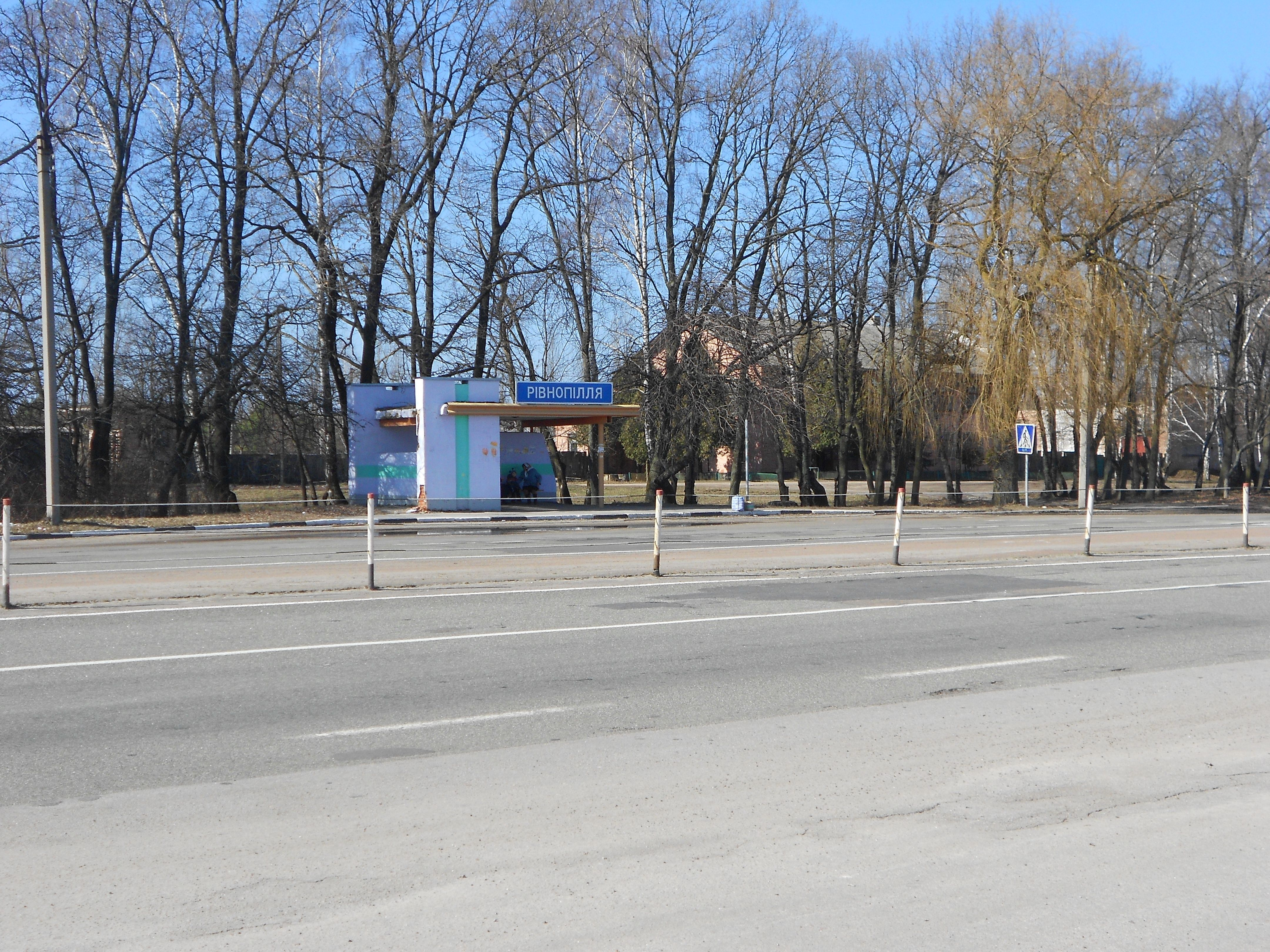
автобусна зупинка
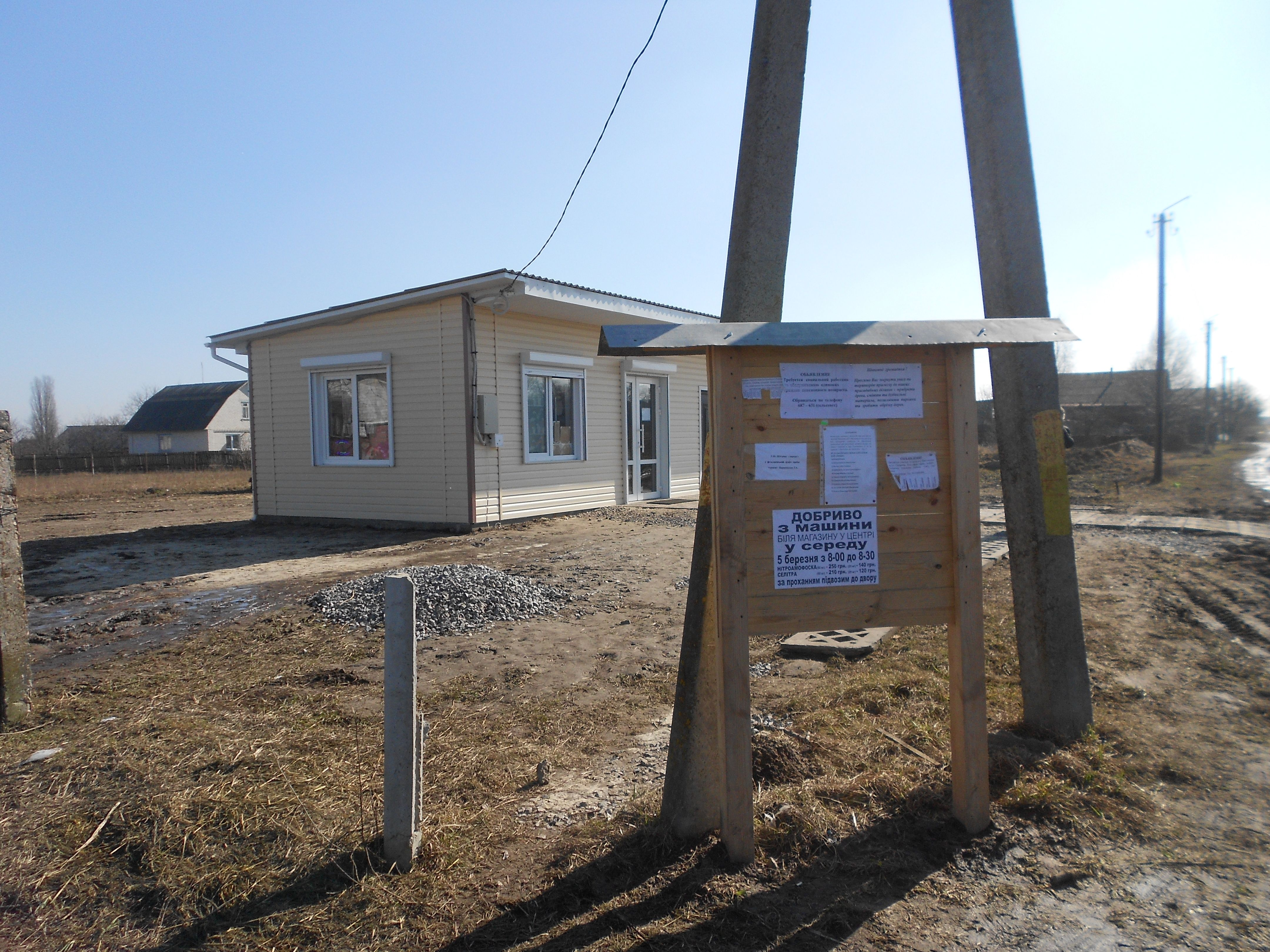
магазин
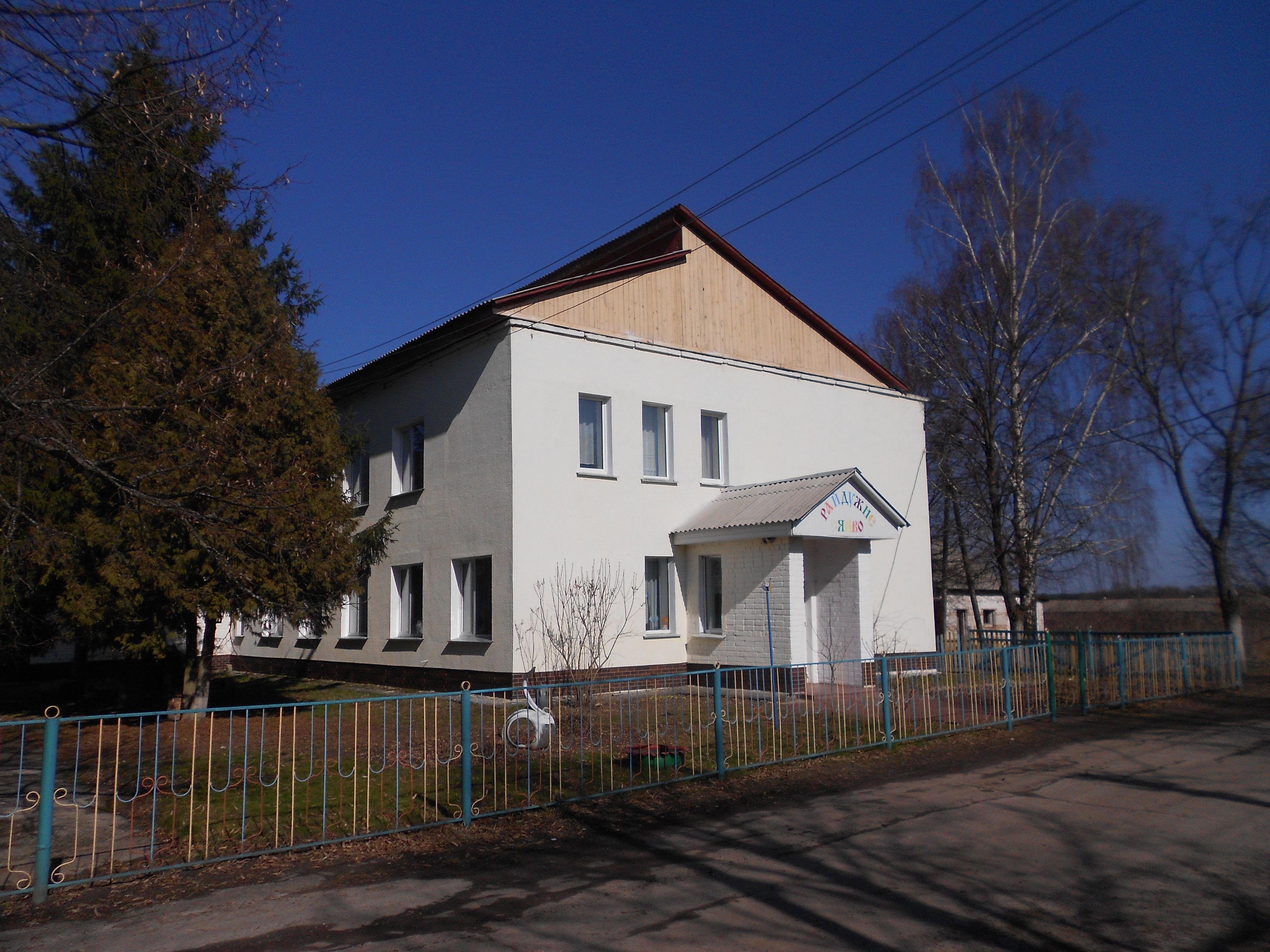
дитячий садок
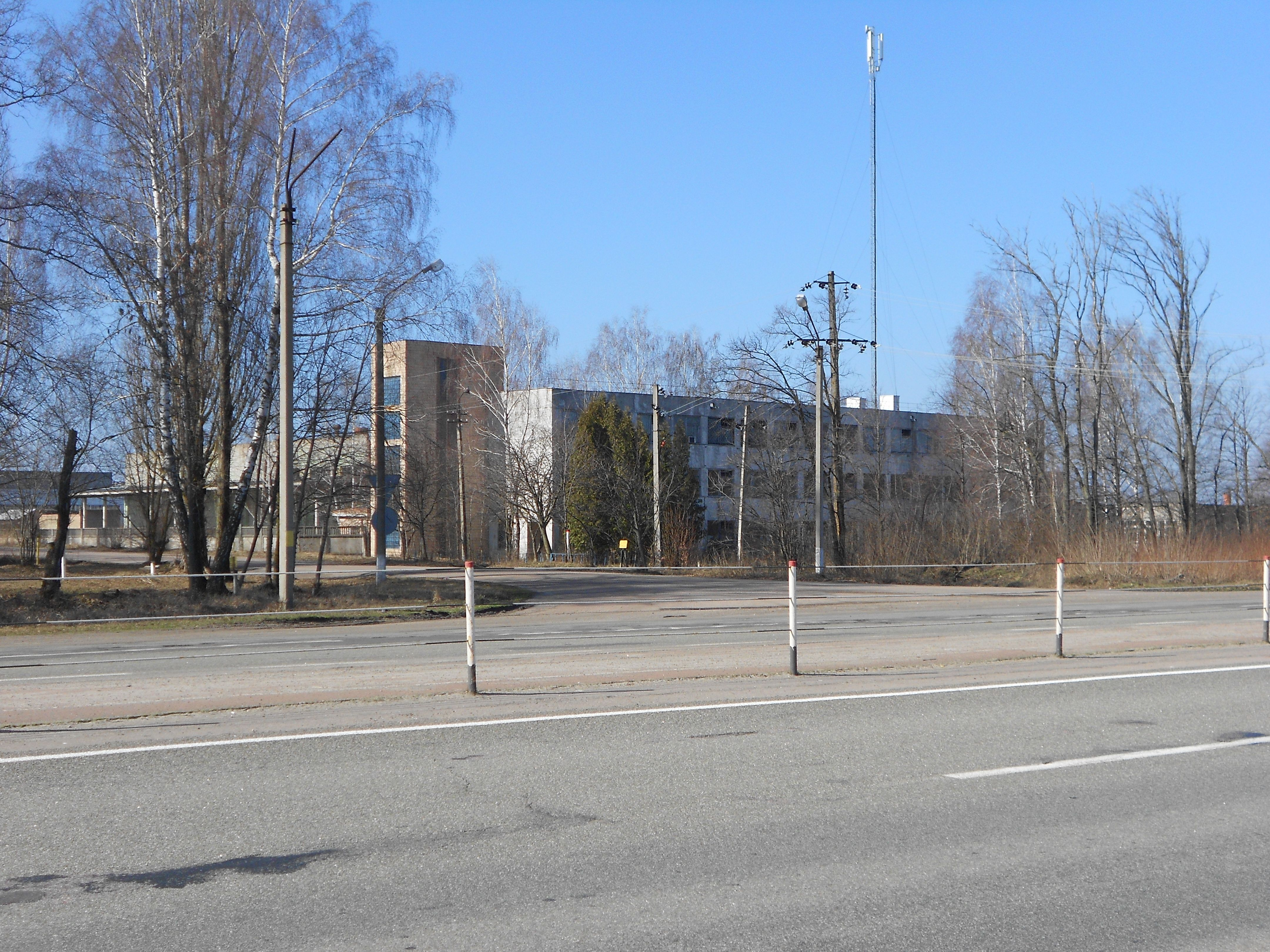
завод Зотік
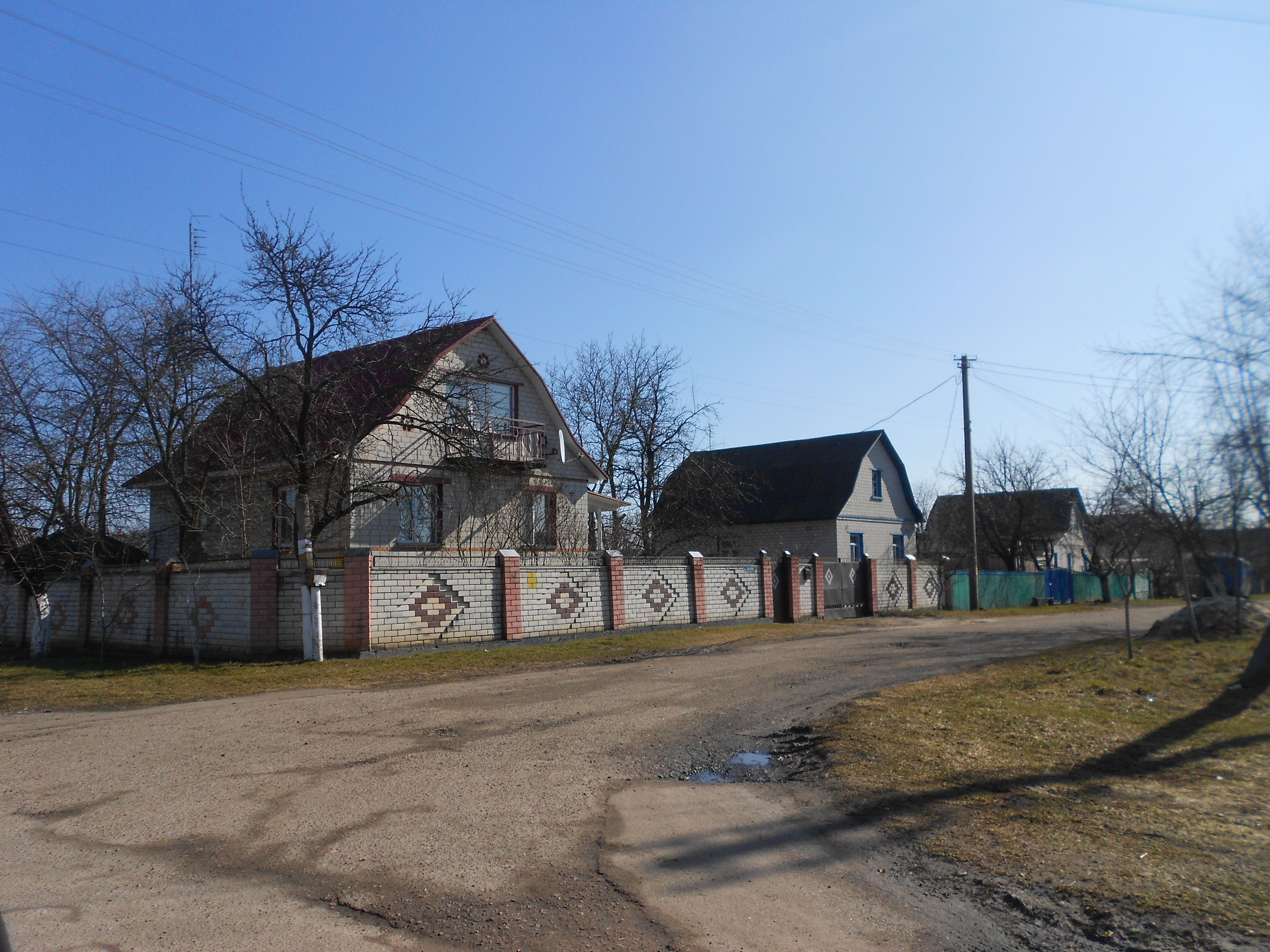
типова вулиця
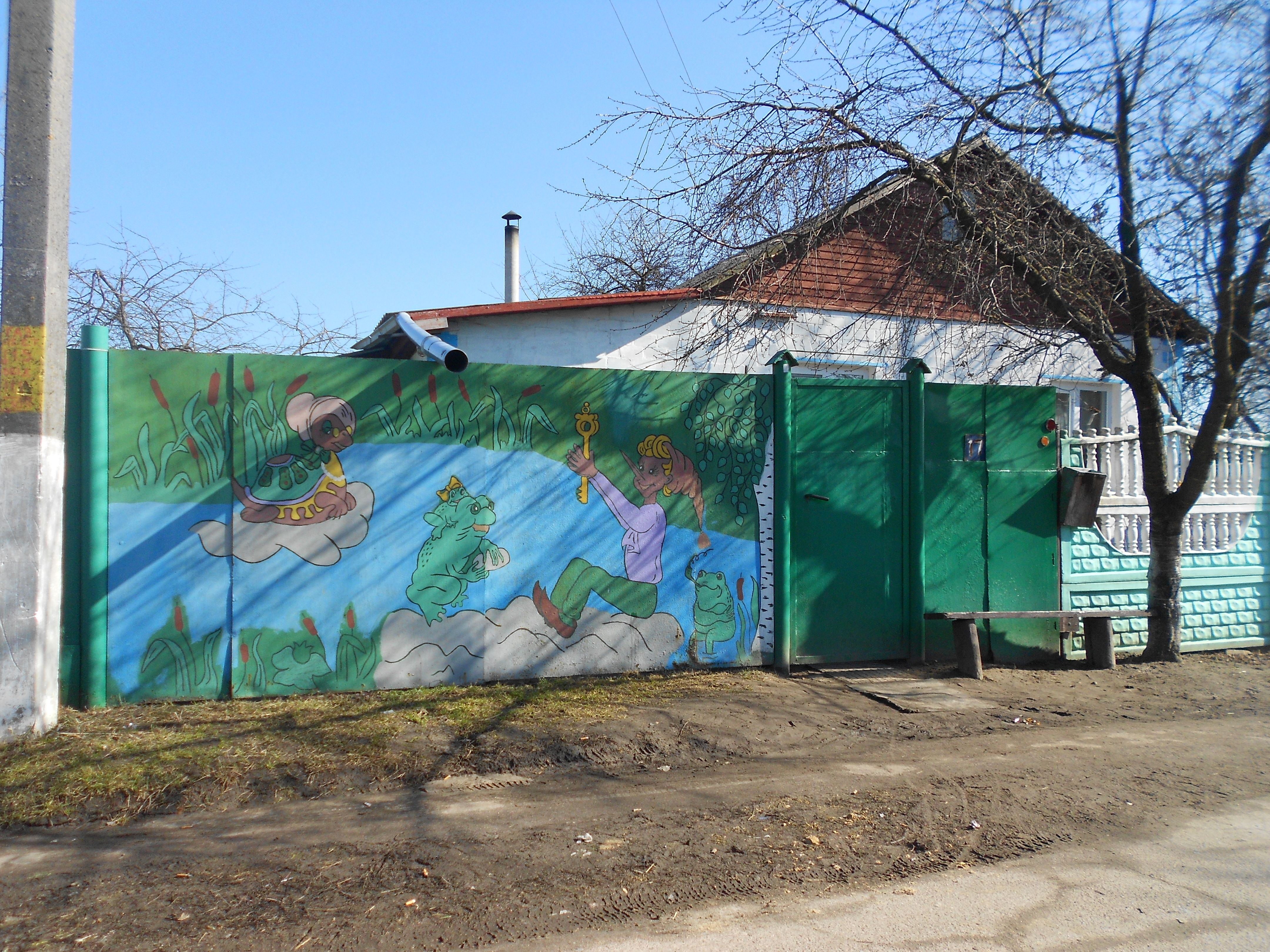
розмальовані ворота
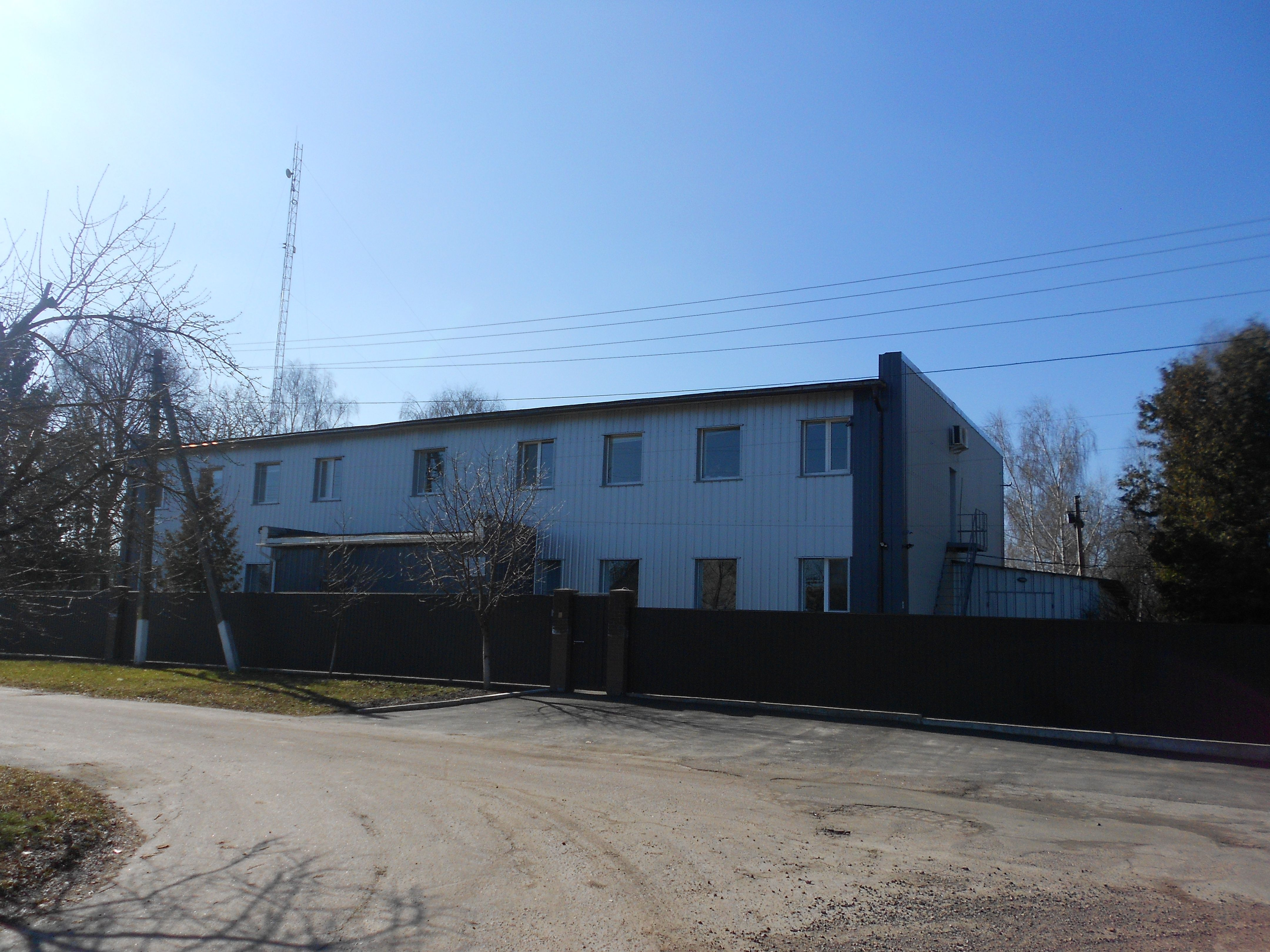
промислове підприємство
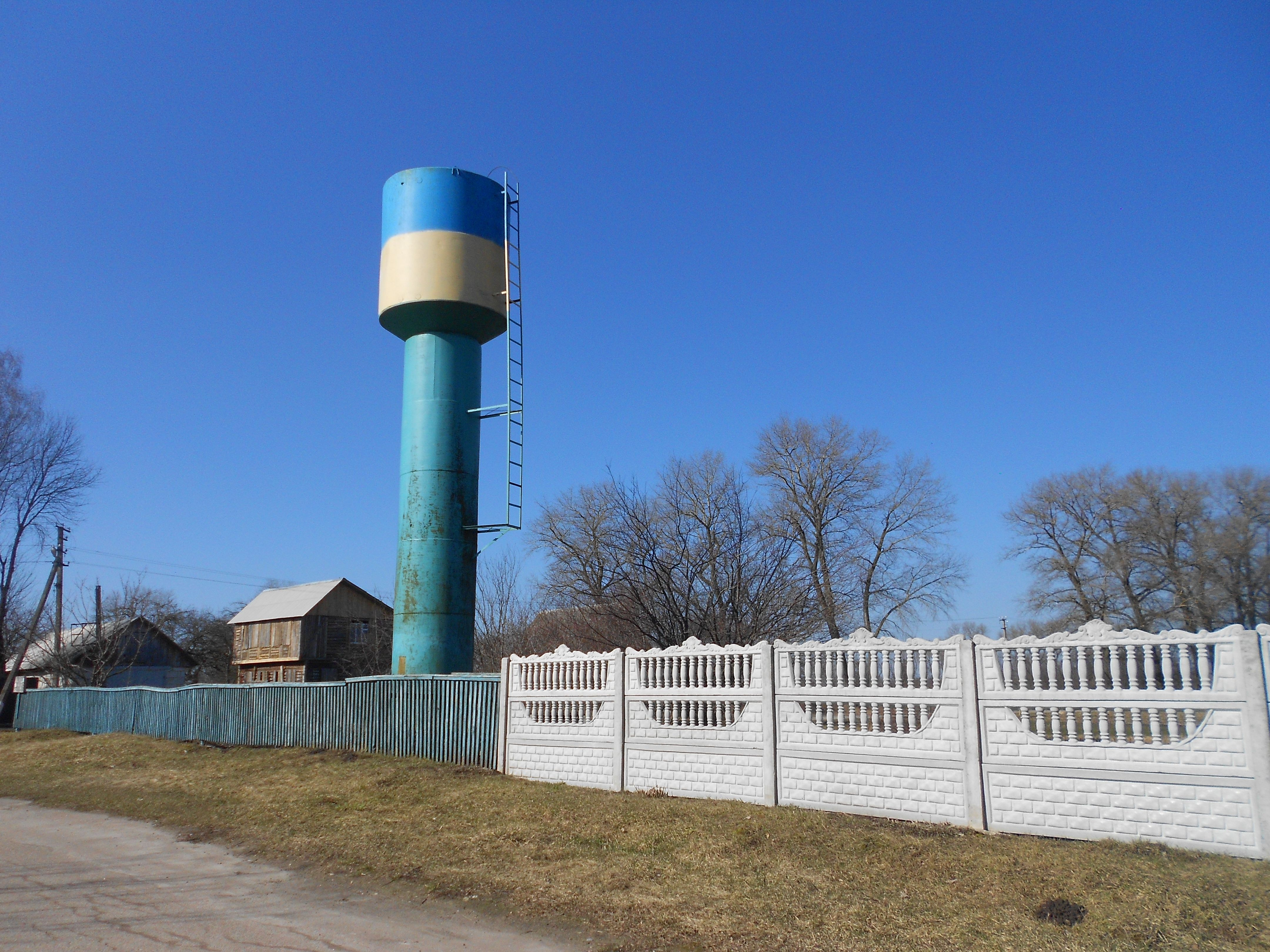
водонапірна башта
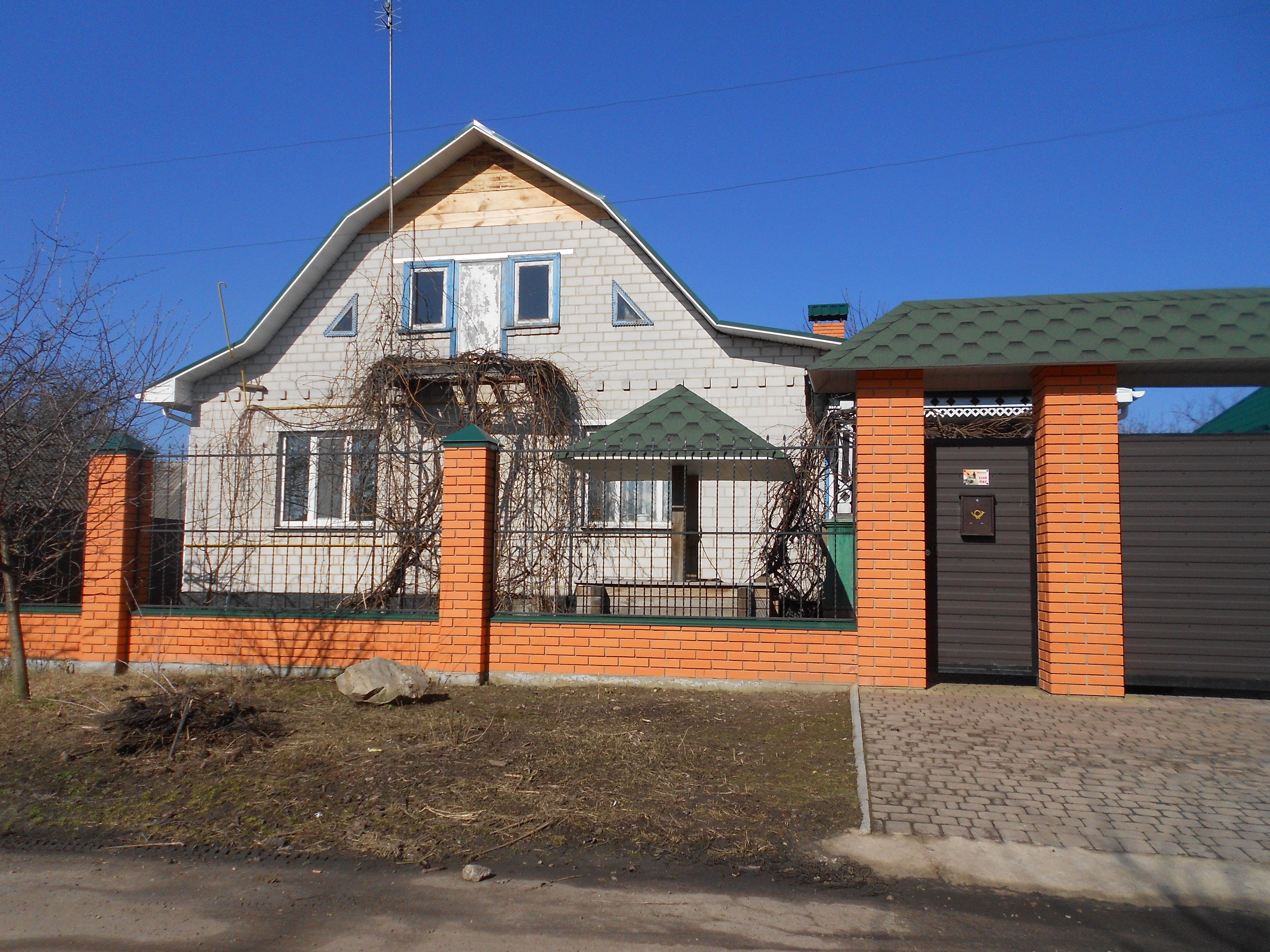
будинок із сучасним парканом і воротами
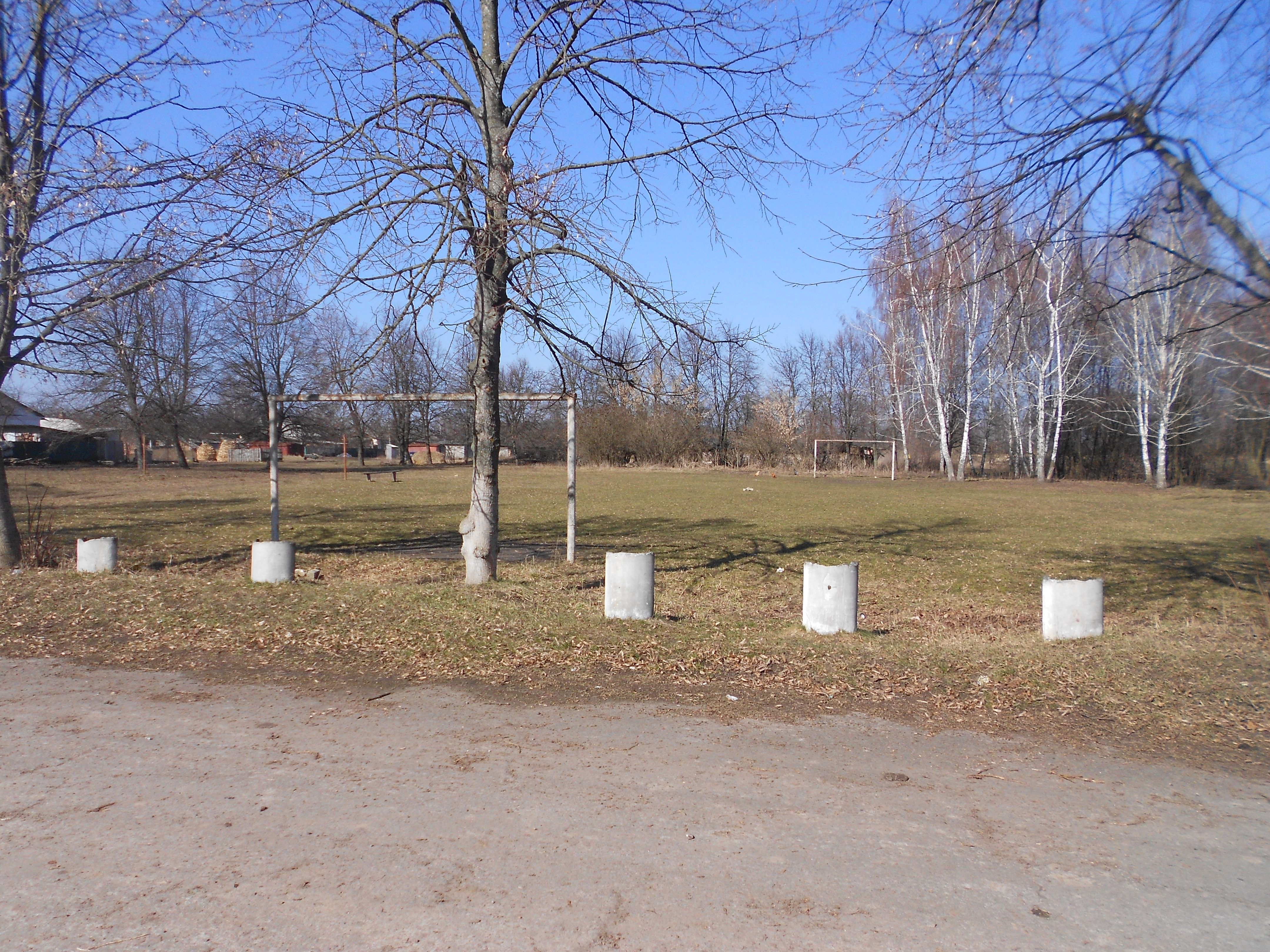
футбольне поле біля дитячого садка
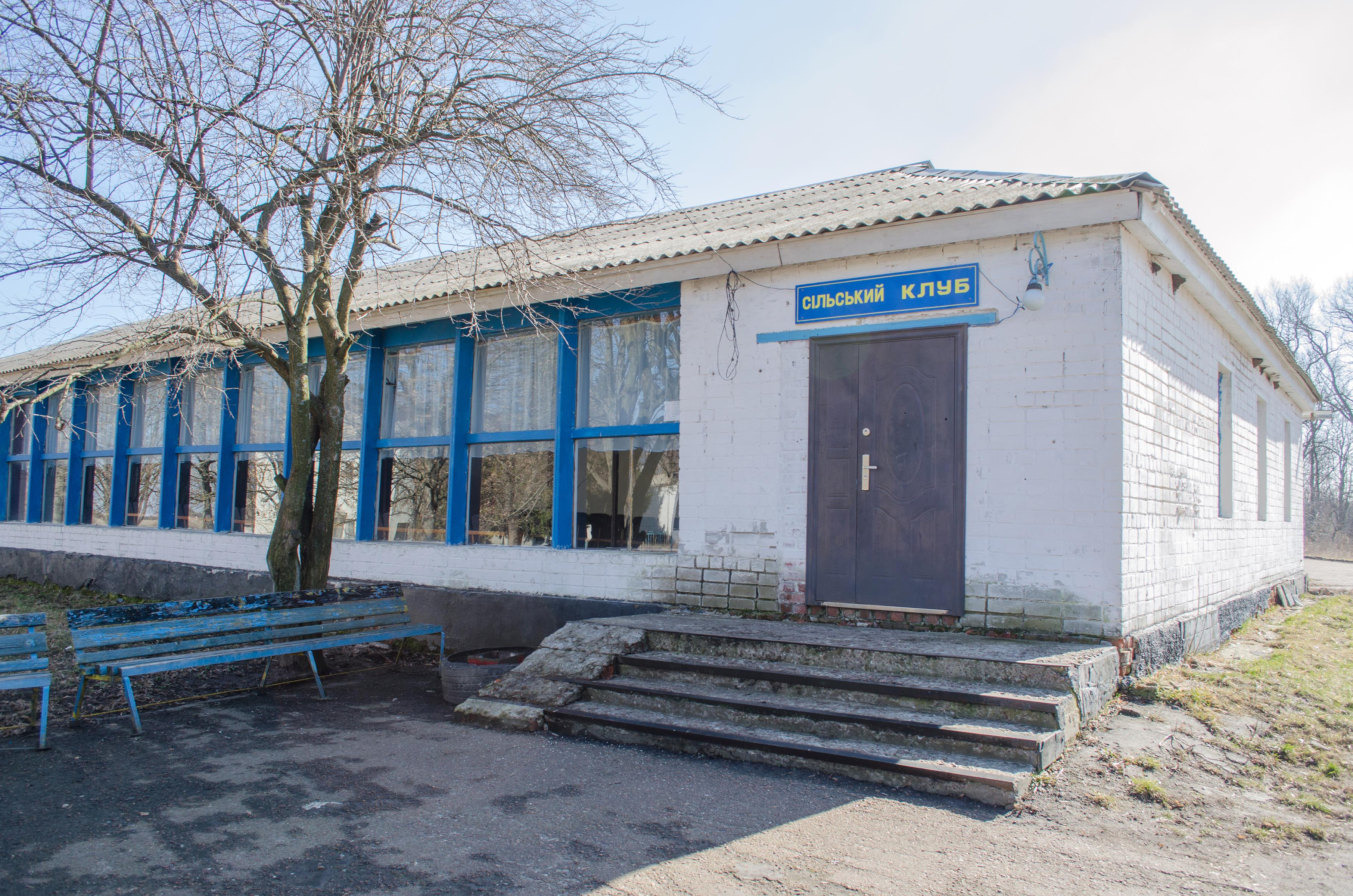
клуб
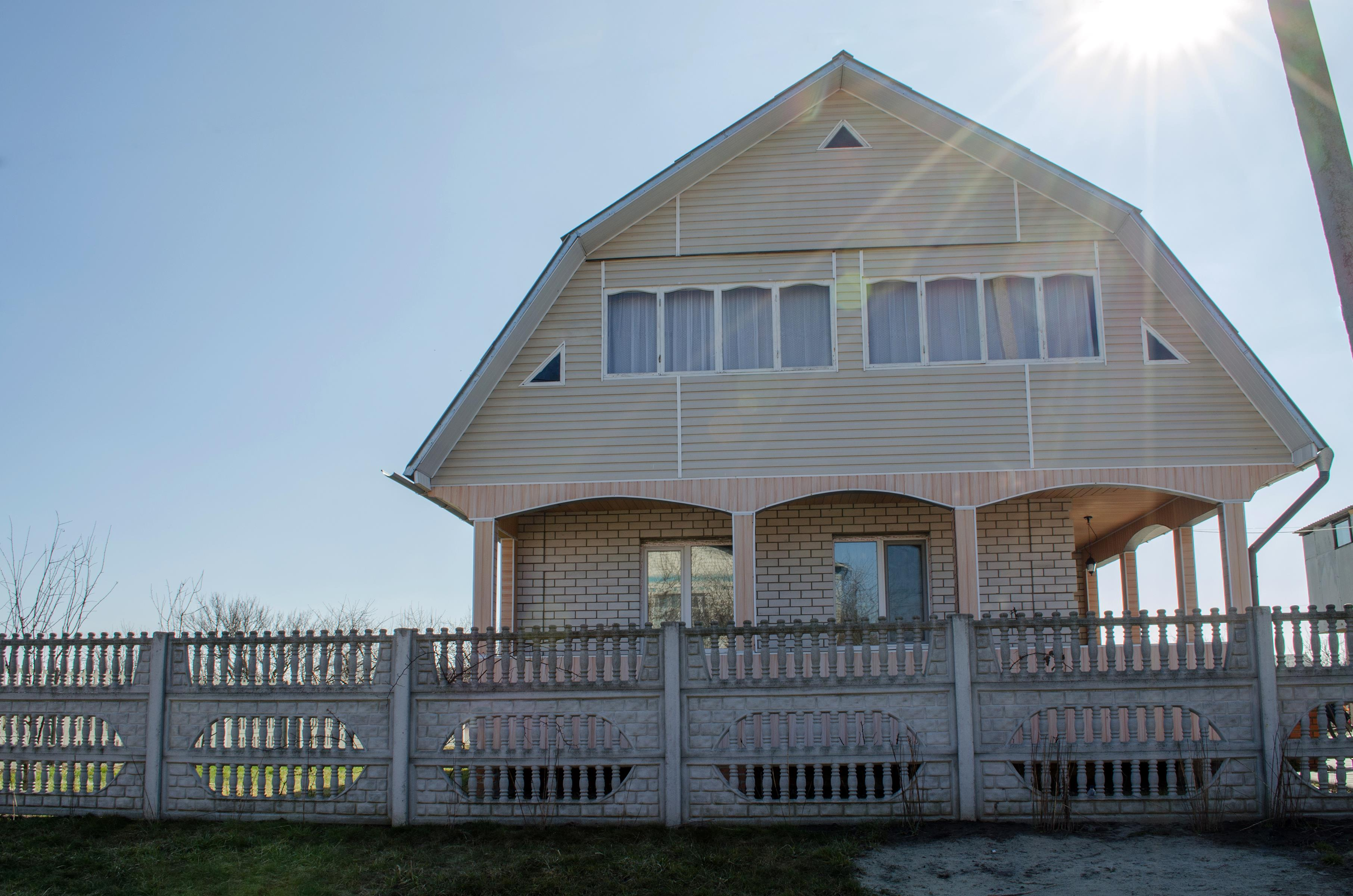
житловий будинок
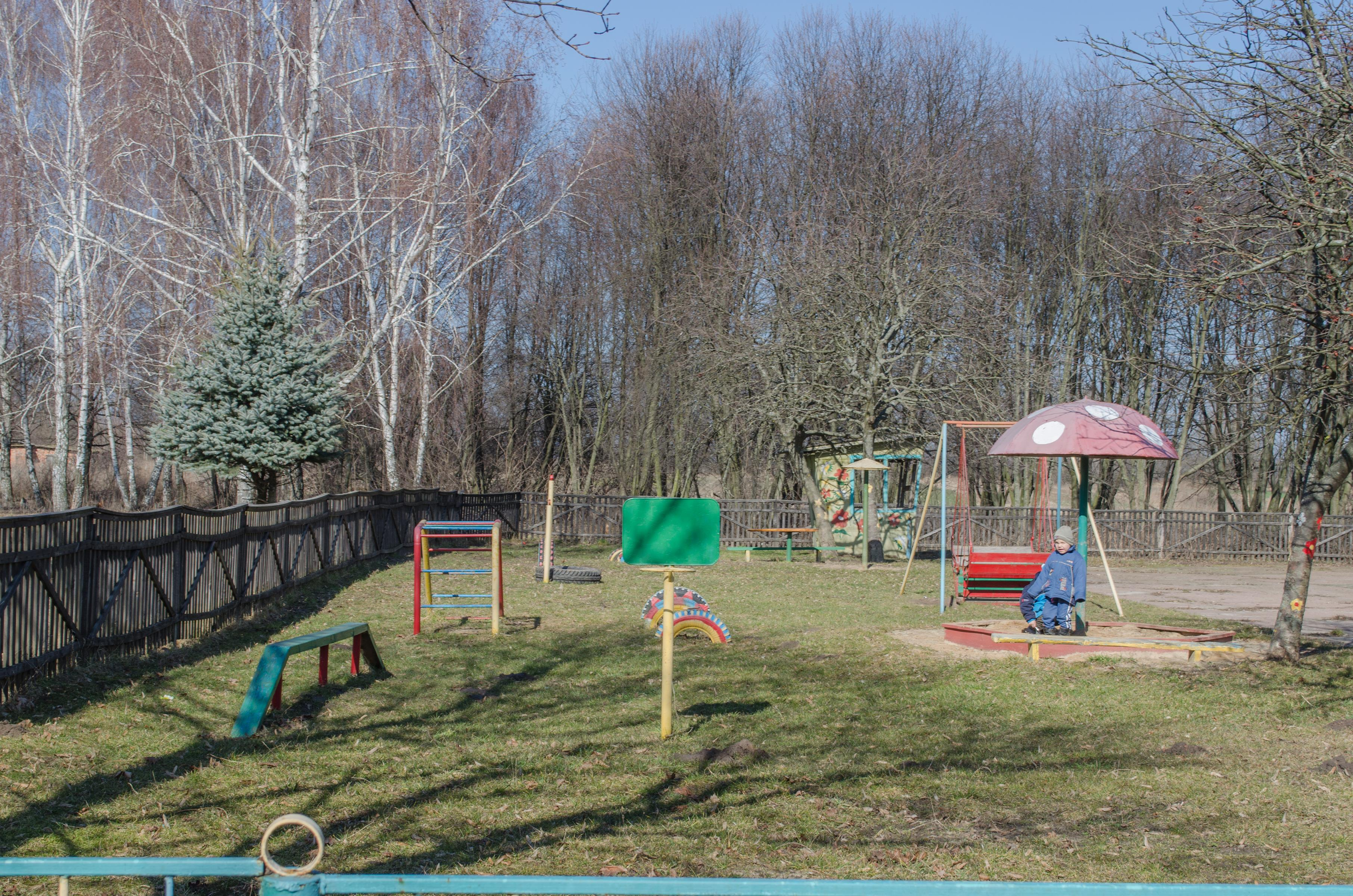
дитячий майданчик
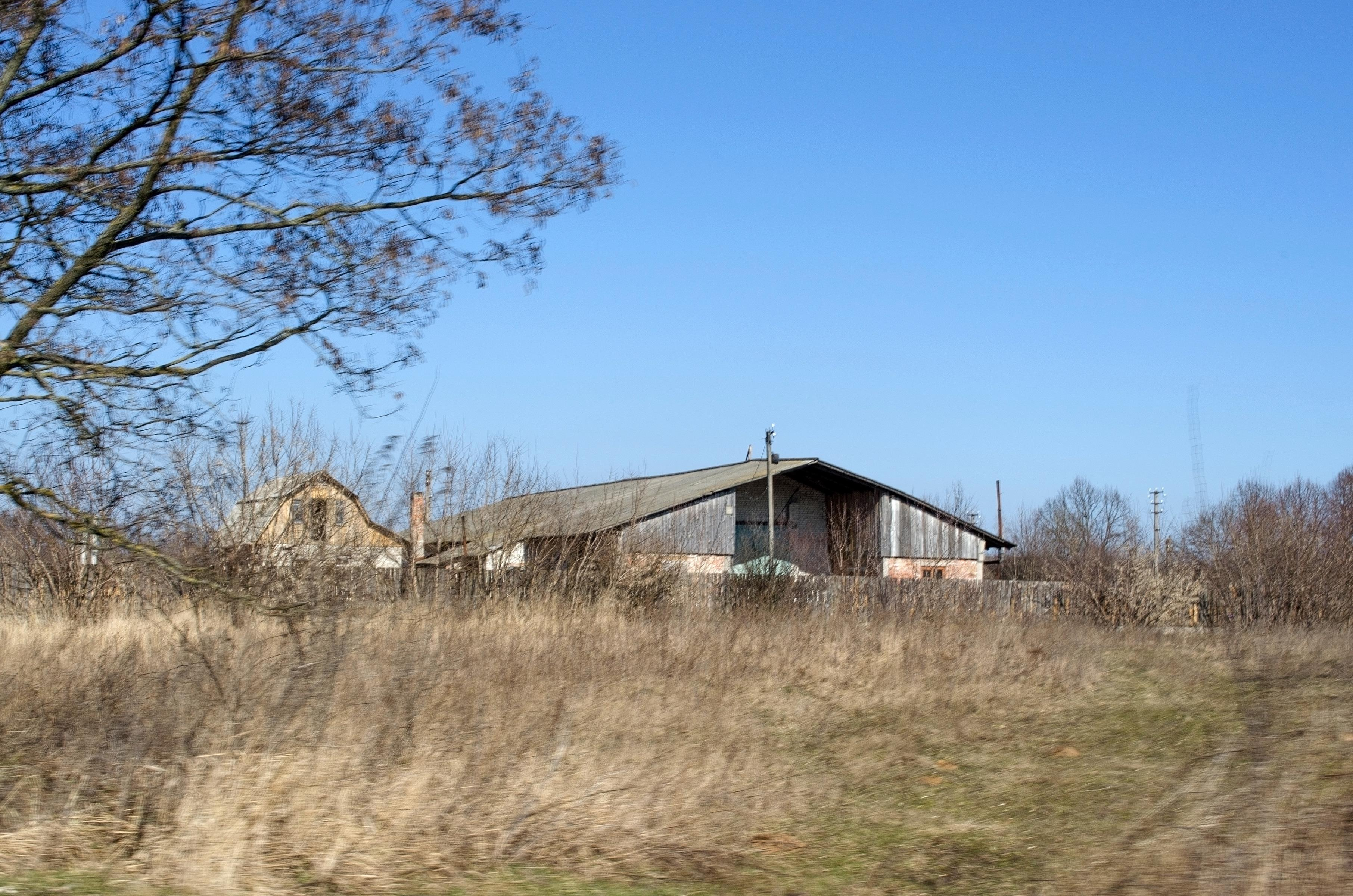
ферма
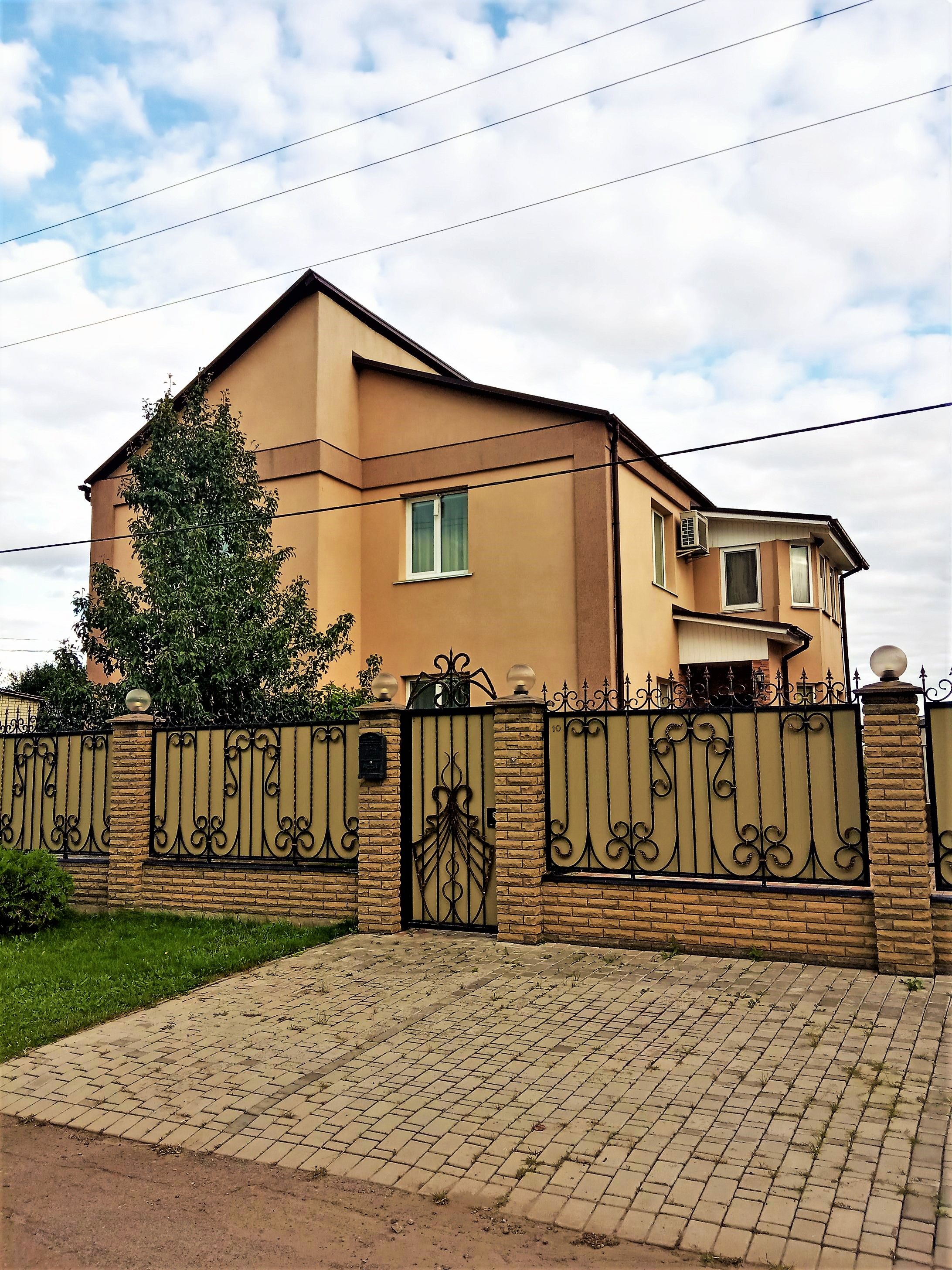
нова хата
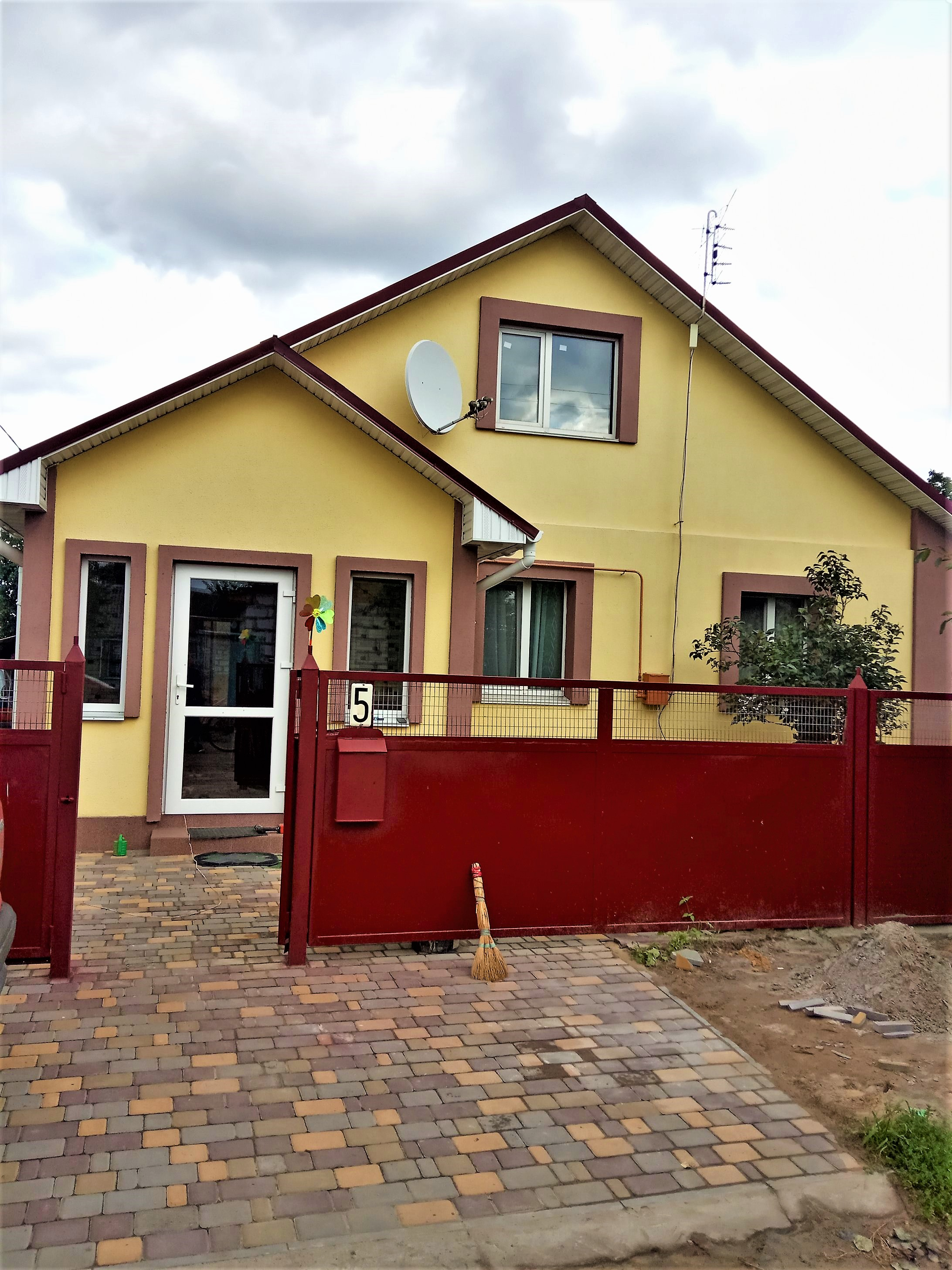
нова хата
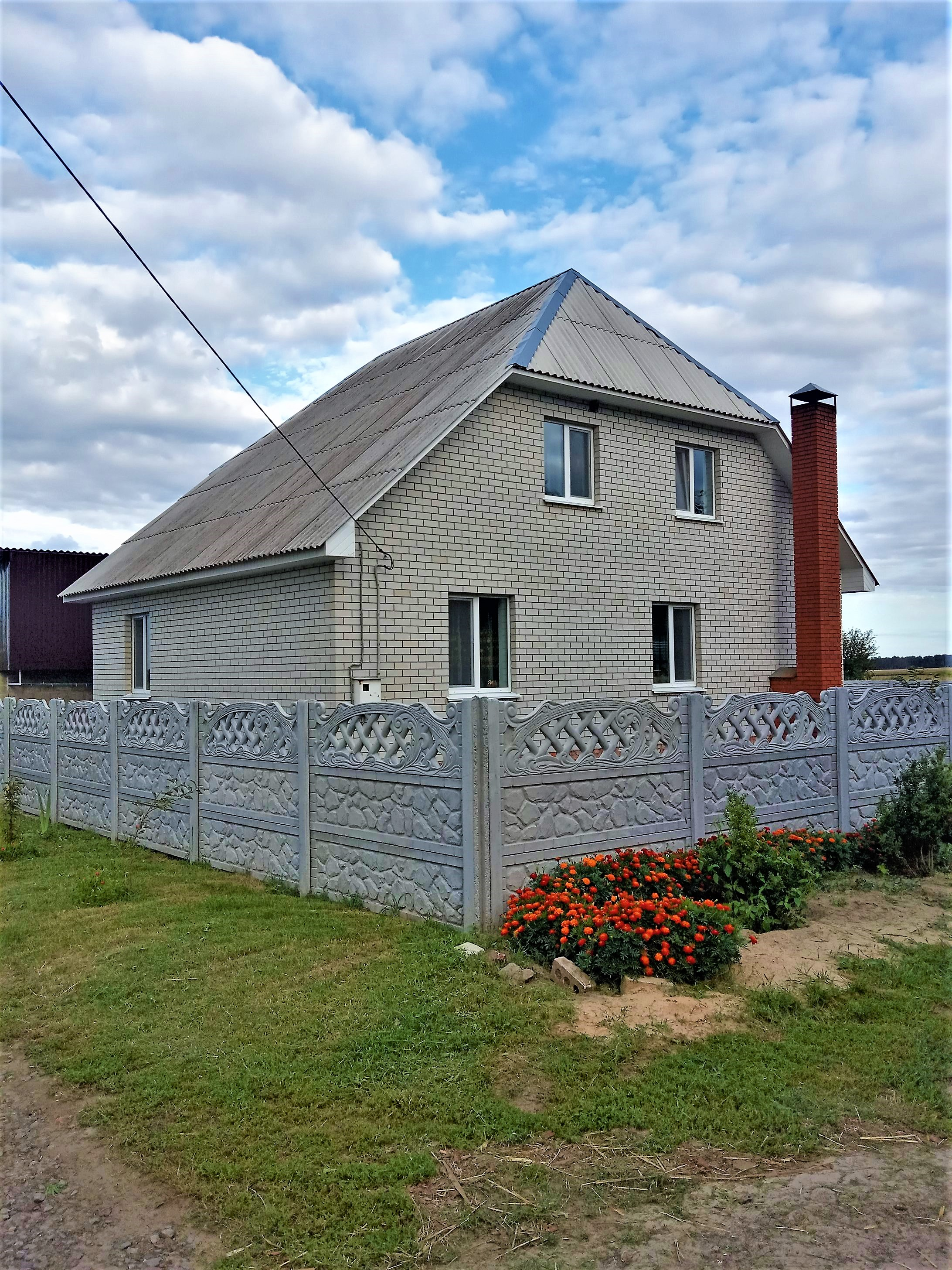
нова хата
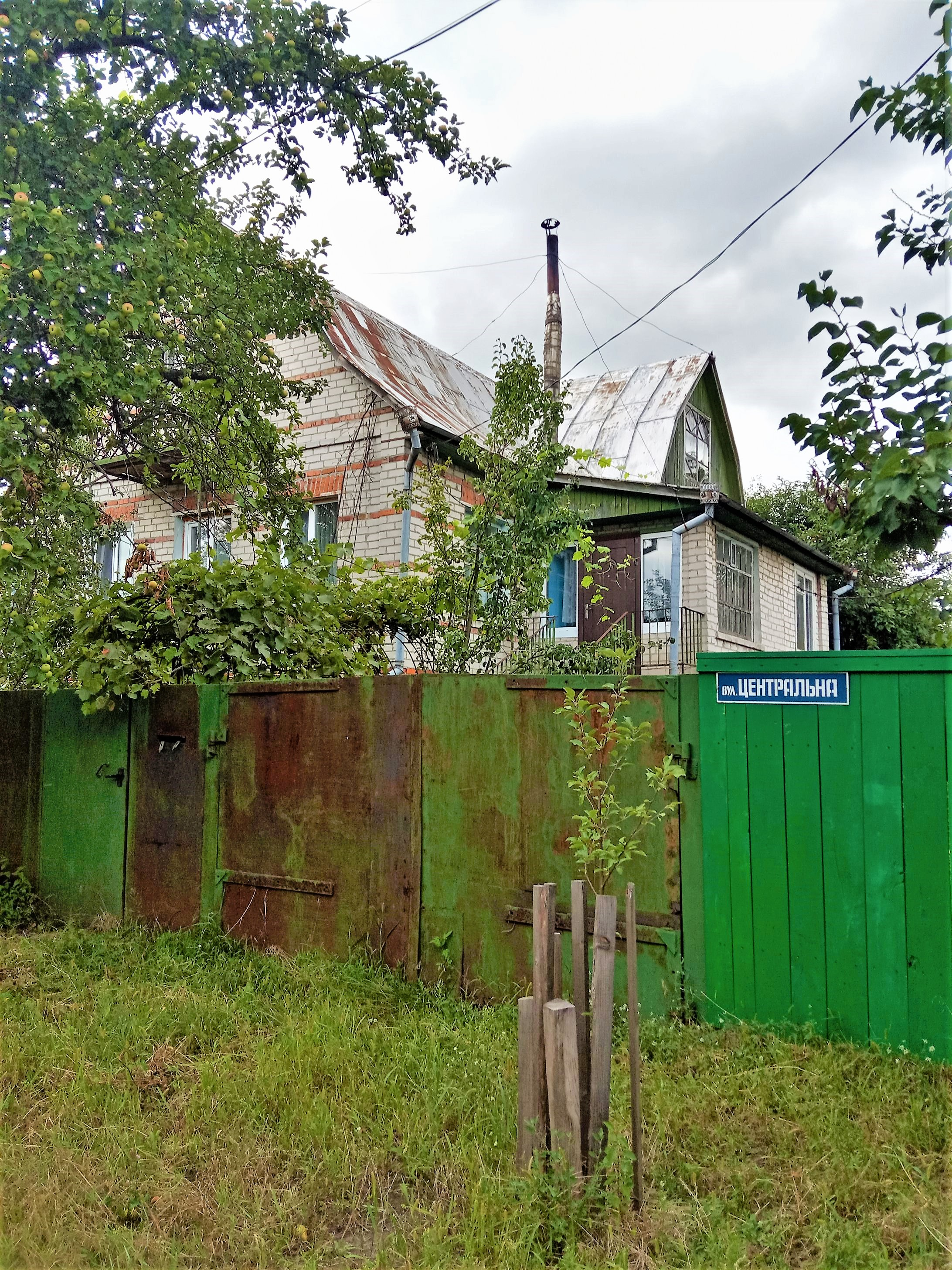
вулиця Центральна
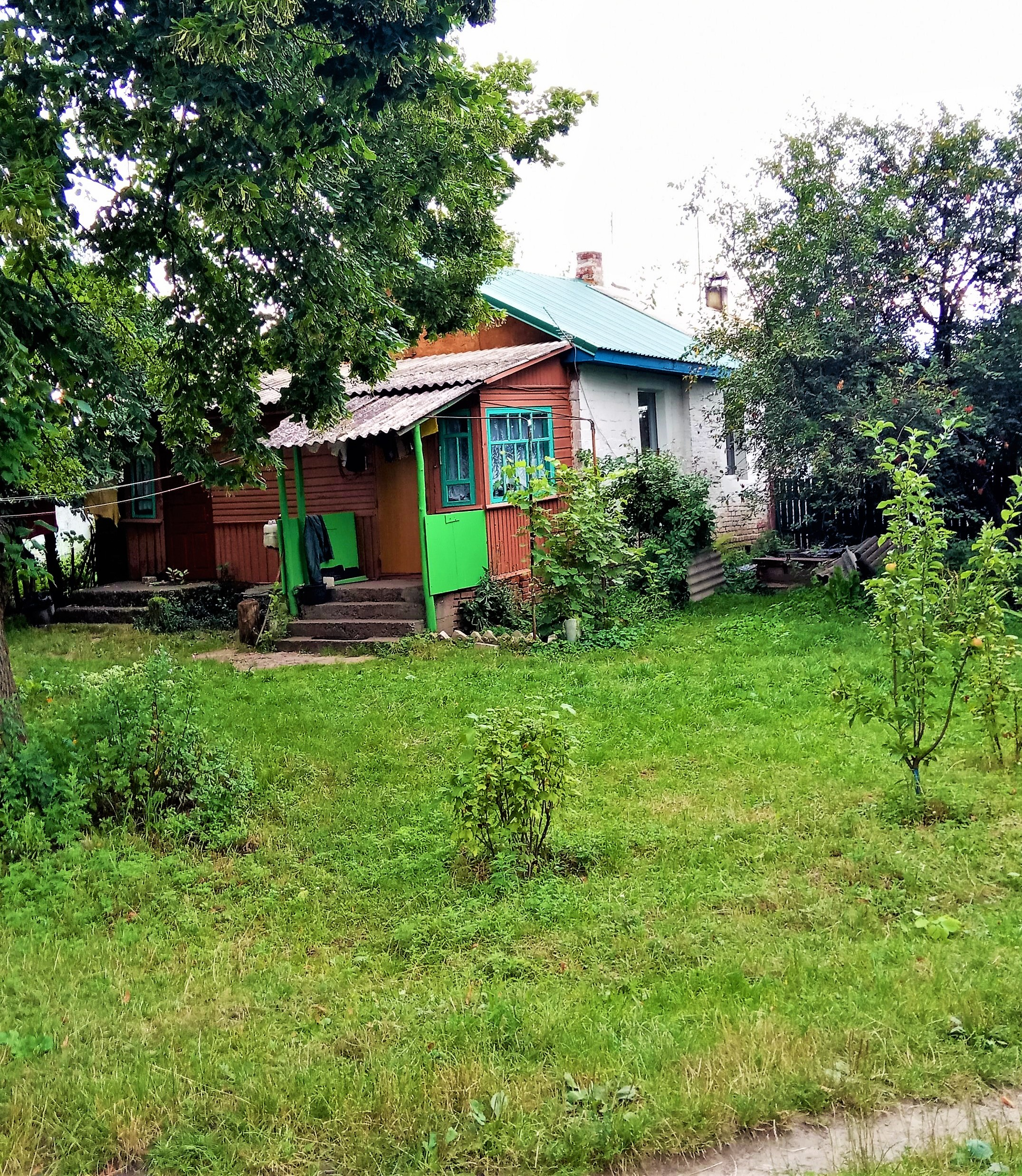
вулиця Перемоги
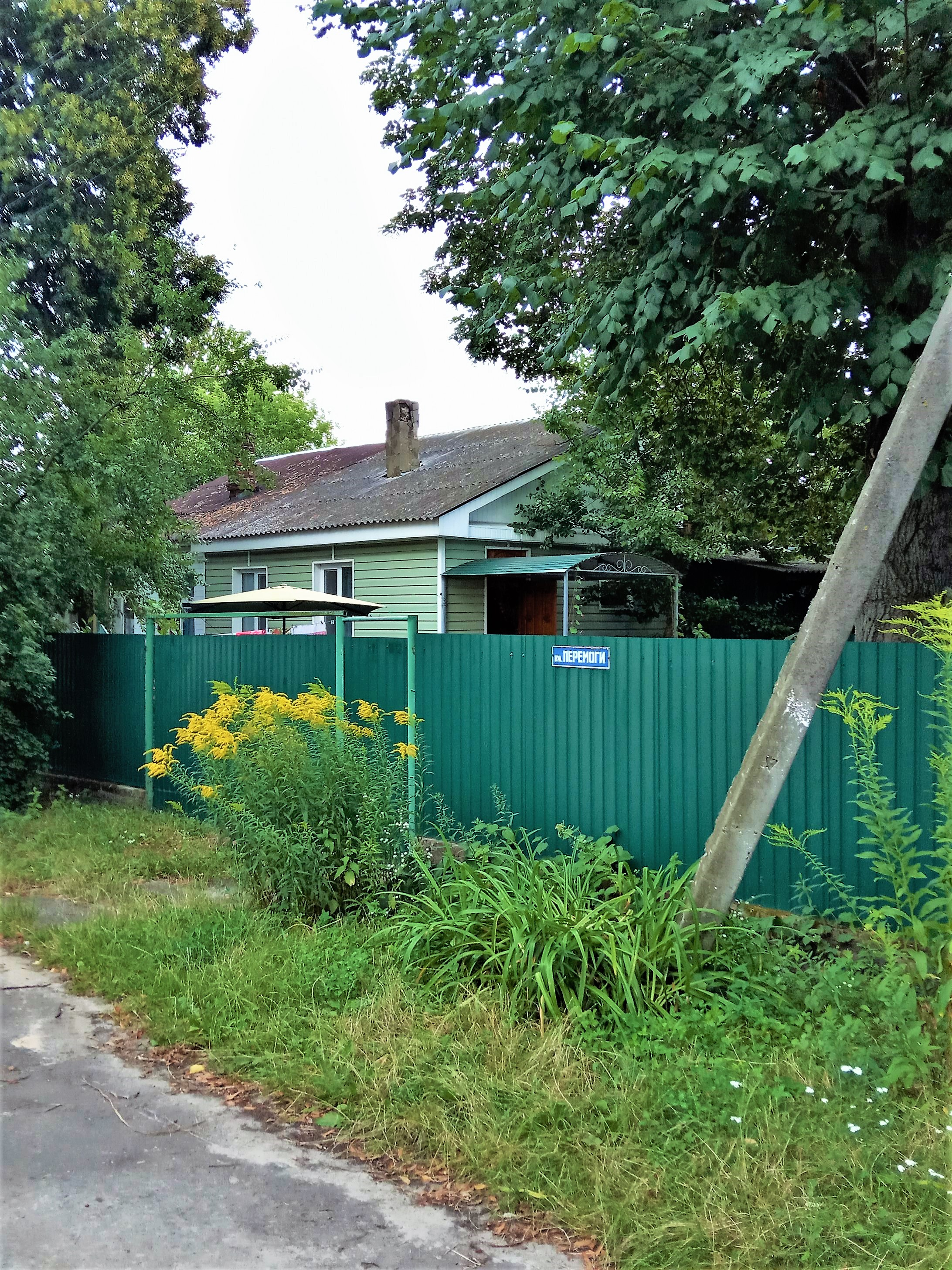
вулиця Перемоги
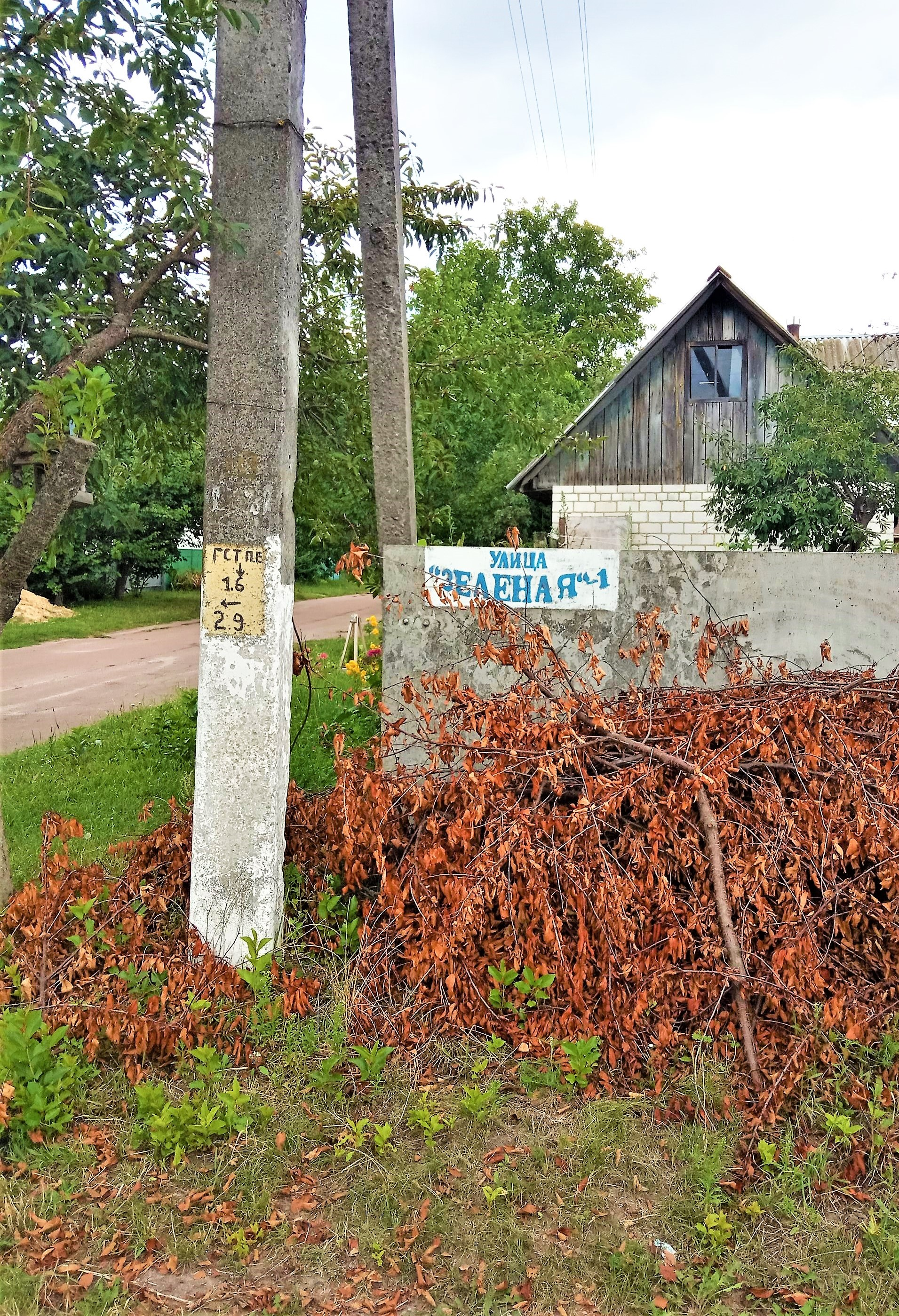
вулиця Зелена